# El Machete
El Machete war eine von 1924 bis 1938 erschienene mexikanische Zeitung des Sindicato de Obreros, Técnicos, Pintores y Escultores de México (Gewerkschaft der Arbeiter, Techniker, Maler und Bildhauer). Ihr Motto lautete El machete sirve para cortar caña, para abrir las veredas en los Bosques, decapitar culebras, troncar toda cizaña y humillar la soberania de los ricos impíos („Die Machete dient zum Schneiden von Zuckerrohr, um Pfade in die Schatten der Wälder zu schlagen, Schlangen zu enthaupten, Unkraut kurz und die Souveränität der bösen Reichen nieder zu halten.“)
1925 wurde El Machete zum Parteiorgan der Partido Comunista Mexicano.
Nachdem die Zeitung 1938 eingestellt worden war, erlebte sie am 1. Mai 2021 eine Neuauflage als Zeitschrift, die 6 bis 8 Mal im Jahr erscheint. Ihr Preis beträgt 10 Pesos, umgerechnet etwa 50 Cent. Vertrieben wird sie von Mitgliedern der kommunistischen Partei.